# Ierland op het Eurovisiesongfestival 2008

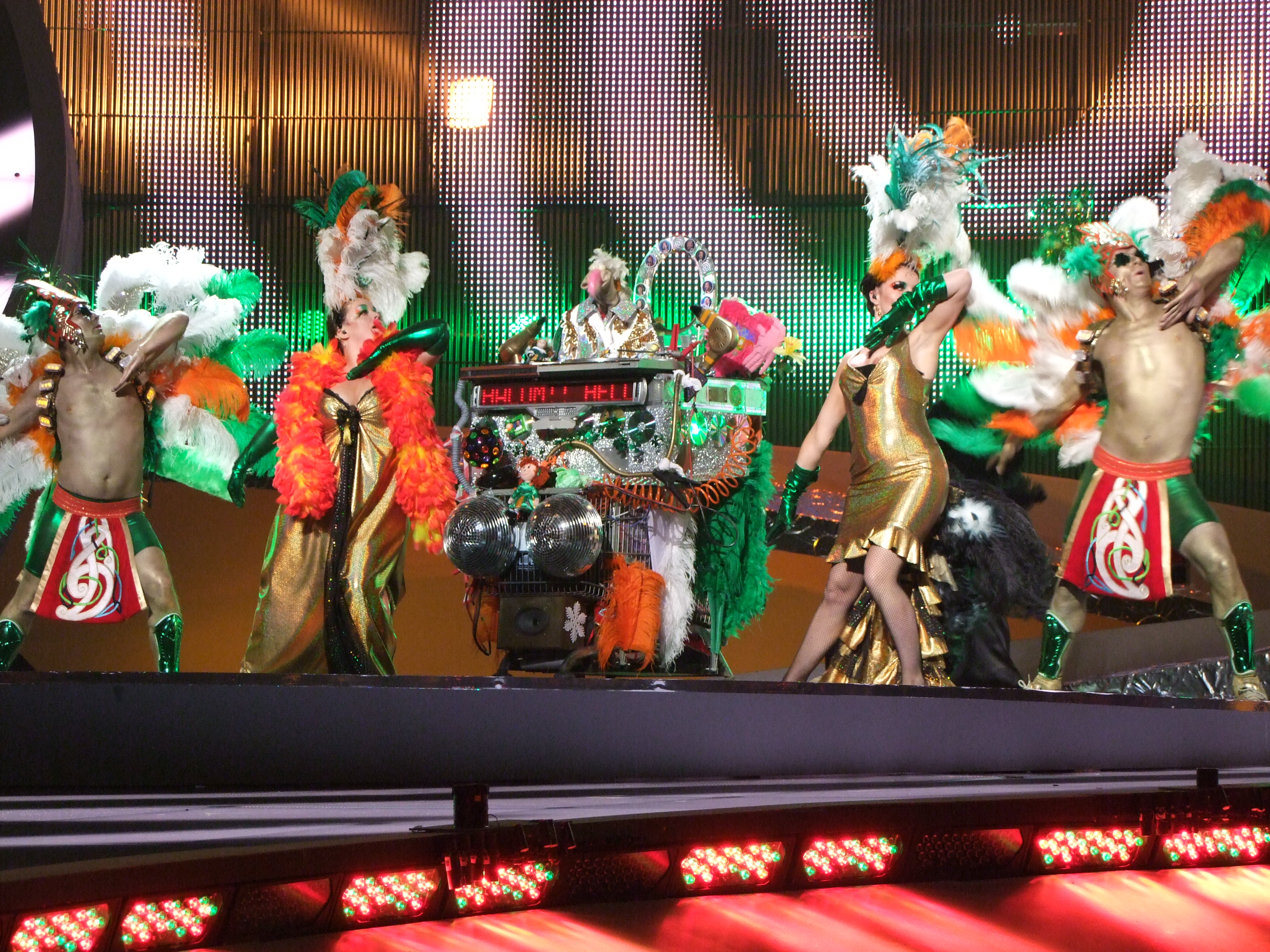
Dustin the Turkey tijdens de eerste halve finale van het Eurovisiesongfestival 2008

Ierland nam deel aan het Eurovisiesongfestival 2008 in Belgrado, Servië.
Het was de 40ste deelname van Ierland aan het festival.
De nationale omroep RTE was verantwoordelijk voor de bijdrage van Ierland voor 2008.

## Selectieprocedure
De Ierse nationale finale werd gehouden op 23 februari 2008 via het programma "Eurosong 2008" in Dublin en werd uitgezonden door de RTÉ.
Er deden zes artiesten mee aan deze finale.
| Volgorde | Artiest           | Lied                    | Songwriter(s)                               |
| -------- | ----------------- | ----------------------- | ------------------------------------------- |
| 1        | Donal Skehan      | "Double Cross My Heart" | Joel Humlen, Oscar Görres, Charlie Mason    |
| 2        | Dustin the Turkey | "Irelande Douze Pointe" | Darren Smith, Simon Fine, Dustin the Turkey |
| 3        | Maja              | "Time to Rise"          | Maja Slatinšek, Ziga Pirnat                 |
| 4        | Leona Daly        | "Not Crazy After All"   | Leona Daly, Steve Booker                    |
| 5        | Liam Geddes       | "Sometimes"             | Susan Hewitt                                |
| 6        | Marc Roberts      | "Chances"               | Marc Roberts                                |

## In Belgrado
In de halve finale in Servië moest Ierland aantreden als 11de, na Polen en voor Andorra.
Op het einde van de avond bleek dat Ierland op een gedeelde 15de plaats was gekomen met een score van 22 punten.
Nederland en België hadden respectievelijk 4 en 1 punten over voor deze inzending.

### Gekregen punten

#### Finale
| 12 punten | 10 punten | 8 punten | 7 punten                          | 6 punten                                      |
| --------- | --------- | -------- | --------------------------------- | --------------------------------------------- |
|           |           |          | - Estland                         |                                               |
| 5 punten  | 4 punten  | 3 punten | 2 punten                          | 1 punt                                        |
|           | - België  | - Israël | - Bosnië en Herzegovina - Finland | - Montenegro - Nederland - Noorwegen - Spanje |

### Punten gegeven door Ierland

#### Halve Finale
Punten gegeven in de halve finale:
| 12 punten | Polen                 |
| 10 punten | Griekenland           |
| 8 punten  | Noorwegen             |
| 7 punten  | Roemenië              |
| 6 punten  | Finland               |
| 5 punten  | Azerbeidzjan          |
| 4 punten  | Rusland               |
| 3 punten  | Bosnië en Herzegovina |
| 2 punten  | Armenië               |
| 1 punt    | Andorra               |

#### Finale
Punten gegeven in de finale:
| 12 punten | Letland               |
| 10 punten | Polen                 |
| 8 punten  | Verenigd Koninkrijk   |
| 7 punten  | Noorwegen             |
| 6 punten  | Oekraïne              |
| 5 punten  | Rusland               |
| 4 punten  | Griekenland           |
| 3 punten  | Roemenië              |
| 2 punten  | Bosnië en Herzegovina |
| 1 punt    | Denemarken            |

1965 · 1966 · 1967 · 1968 · 1969 · 1970 · 1971 · 1972 · 1973 · 1974 · 1975 · 1976 · 1977 · 1978 · 1979 · 1980 · 1981 · 1982 · 1983 · 1984 · 1985 · 1986 · 1987 · 1988 · 1989 · 1990 · 1991 · 1992 · 1993 · 1994 · 1995 · 1996 · 1997 · 1998 · 1999 · 2000 · 2001 · 2002 · 2003 · 2004 · 2005 · 2006 · 2007 · 2008 · 2009 · 2010 · 2011 · 2012 · 2013 · 2014 · 2015 · 2016 · 2017 · 2018 · 2019 · 2020 · 2021 · 2022 · 2023 · 2024 · 2025